# Bokor Katalin
Bokor Katalin (Bukarest, 1935. március 10.– ?)  magyar költő, író, újságíró, szerkesztő.

## Életútja
Marosvásárhelyen kezdte, majd Bukarestben fejezte be középiskolai tanulmányait, ahol az Idegen Nyelvek Intézetében orosz–román szakot végzett. 1952-től több ifjúsági lapnál újságíróként működött, 1967-től a Jóbarát rovatvezetője és a Nagyapó mesefája-kötetek munkatársa. A Vitorla-ének című antológiában két verssel szerepelt. A rendszerváltás után a Babeș–Bolyai Tudományegyetemen működött, s tevékenyen részt vett a romániai magyar nyelvű oktatás újjászervezésében, módszertani megjobbításában.

## Kötetei
- Az avasi betyár (ifjúsági kisregény, 1970)
- Ikebana (karcolatok, 1972)
- Napratörő (versek, 1975)
- Örömmadár (karcolatok, 1977)
- Hősök nyomában (kisregény, ill. Hadai Klára, 1980)
- Tűzpiros szavak. Gyermekvers antológia; összeáll., sajtó alá rend. Bokor Katalin; Creanga, Bukarest, 1982
- Hit, remény, szeretet (versek, válogatás, 1990; bővített kiadásai: 1993, 2002, 2006)

## Műfordítások
- Ion Cringuleanu: Szüleink, a kommunisták (Parinii notri – comunitii); ford. Bokor Katalin; Creanga, Bukarest, 1981 (Ábécé)